# Commuter Cars

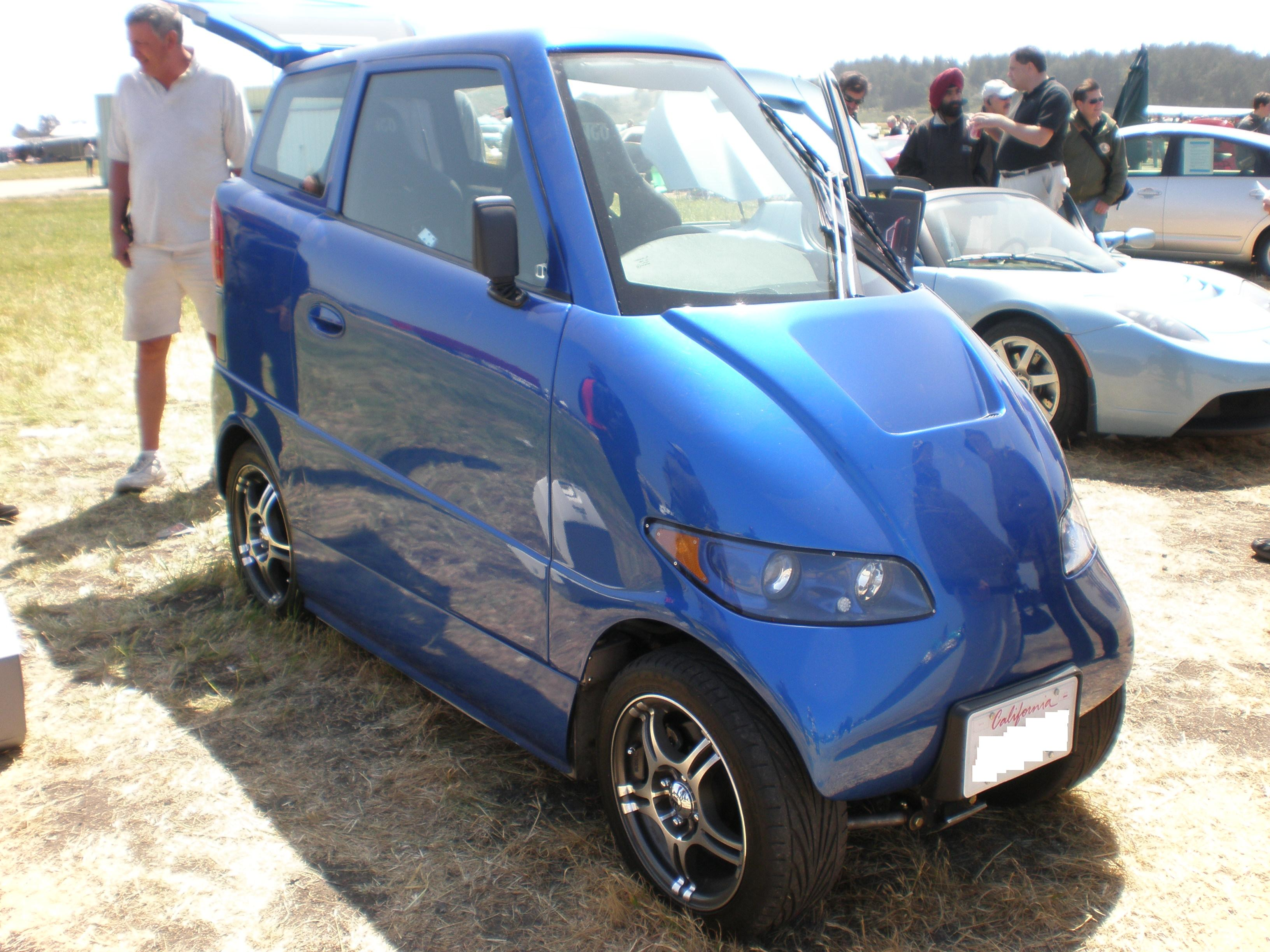
Tango T600 w 2009

Commuter Cars Corporation – amerykański producent elektrycznych mikrosamochodów z siedzibą w Spokane  działający od 1998 roku. 

## Historia
Przedsiębiorstwo Commuter Cars Corporation założone zostało w 1998 roku w amerykańskim mieście Spokane z inicjatywy Ricka Woodbury'ego oraz jego syna Bryana, inwestując środki ze sprzedaży należącej do rodziny łódki w wysokości 50 tysięcy dolarów. Za cel obrano rozwój niewielkich, jednoosobowych samochodów elektrycznych stworzonych z myślą o Amerykanach dojeżdżających codziennie z aglomeracji do miejsc pracy, którzy według obserwacji założycieli poruszają się samochodami samotnie, bez pasażerów.
W 2005 roku Commuter Cars przedstawiło swój autorski projekt wąskiego, jednoosobowego mikroauta o napędzie elektrycznym, który otrzymał nazwę Tango T600. Pierwszy egzemplarz został dostarczony do nabywcy w sierpniu 2005, którym został aktor George Clooney. Koszt budowy jednego egzemplarza wynoszący 420 tysięcy dolarów okazały się zbyt wysokie dla brytyjskiego partnera, zmuszając Commuter Cars do rozpoczęcia produkcji samodzielnie w Spokane. W 2008 roku firma była w stanie zbudować 10 egzemplarzy T600, z kolei do 2014 roku firma wyprodukowała jeszcze kolejne 10 egzemplarzy elektrycznego mikrosamochodu. Przy braku likwidacji oraz formalnego zawieszenia działalności, Commuter Cars nie przedstawiło żadnych nowych projektów przez kolejne lata istnienia.

## Modele samochodów

### Historyczne
- Tango T600 (2005–2014)